# مهدی مهدیان
مهدی مهدیان (زادهٔ ۲۸ بهمن ۱۳۵۸ در تهران) طراح گرافیک و مدیر هنری ایرانی است.

## زندگی
مهدیان مدیر هنری، طراح گرافیک و استاد دانشگاه است. او از طراحان مطرح نسل پنجم گرافیک ایران به حساب می‌آید که خیلی زود پا به این عرصه گذاشت.
او در سال ۱۳۷۳ وارد رشته طراحی گرافیک شد و پس از فارغ‌التحصیلی از هنرستان هنرهای تجسمی مالک اشتر، سال ۱۳۷۸ وارد دانشگاه هنر تهران شد و تحصیلات خود را تا مقطع کارشناسی ارشد در همین رشته ادامه داد. او سال‌هاست به عنوان مدیر هنری و خلاقیت، مشغول به کار در زمینه‌های مختلف طراحی و ارتباطات است و پروژه‌های مختلفی را برای برندهای مشهور به سرانجام رسانده‌است.
مهدی مهدیان با مراکز معتبر فرهنگی مانند فرهنگستان هنر ایران، موزه هنرهای معاصر تهران، دانشگاه هنر تهران، خانه هنرمندان ایران، شهرداری تهران و … همکاری داشته و پروژه‌های زیادی را مدیریت می‌کند.
مهدیان در دانشگاه‌های تهران، مراکز مختلف آموزشی و استودیوی شخصی تدریس می‌کند، او همچنین داوری چندین نمایشگاه و مسابقه طراحی را به عهده داشته‌است و از سال ۱۳۸۵ عضو انجمن صنفی طراحان گرافیک ایران و عضو مؤسسه توسعه هنرهای تجسمی ایران می‌باشد.
مهدیان برای آثارش جوایز بین‌المللی معتبری را در کارنامه خود دارد. او در ده‌ها دوسالانه و نمایشگاه ملی و بین‌المللی در لهستان، ژاپن، فرانسه، اکراین، چین، ترکیه، مکزیک، ایران، فنلاند، ایتالیا، چک، بلغارستان، آمریکا، تایوان، بلژیک، اسلواکی، بولیوی، روسیه... حضور داشته و آثارش در بسیاری از کتاب‌ها و مجموعه‌های معتبر دنیا ثبت شده و نگهداری می‌شود.
نگاه مهدیان در طراحی، نگاهی مفهوم‌گرا و در راستای موضوع است. او داشتن سبک در طراحی را نه از طریق استفاده از فرم‌ها و تکنیک‌های بصری ثابت، بلکه در زاویه نگاه و ساختار ذهنی می‌داند. او مرزی بین گرافیک دیزاین در حوزه تجاری و فرهنگی قایل نیست و طراح را حل‌کننده مسئله‌ای می‌داند که از او درخواست شده‌است.
از اوایل دهه ۸۰ تا کنون وی بخشی از فعالیت حرفه‌ای خود را به برنامه‌ریزی و برگزاری رویدادها و نمایشگاه‌ها اختصاص داد، مهدیان دبیر و مدیر اجرایی چندین دوسالانه بین‌المللی بوده و ده‌ها نمایشگاه ملی و موضوعی را سازماندهی و اجرا کرده‌است. او به مدت ۶ سال از ۱۳۸۳ تا ۱۳۸۸ نیز به عنوان مدیر هنری و اجرایی با فرهنگستان هنر ایران همکاری مستمر داشته و در انجام بیش از یکصد پروژه مشارکت کرده‌است.

## نمایشگاه‌ها

### نمایشگاه‌های بین‌المللی
- پانزدهمین دوسالانه بین‌المللی پوستر تئاتر ژشوف - لهستان (۲۰۱۵)
- نهمین سه سالانه بین‌المللی پوستر ترناوا - اسلواکی (۲۰۱۵)
- یازدهمین دوسالانه بین‌المللی پوستر گلدن بی مسکو - روسیه (۲۰۱۴)
- سیزدهمین دوسالانه بین‌المللی پوستر مکزیک - مکزیک (۲۰۱۴)
- بیست و چهارمین دوسالانه بین‌المللی پوستر ورشو - لهستان (۲۰۱۴)
- نوزدهمین سه سالانه بین‌المللی پوستر لاهتی - فنلاند (۲۰۱۴)
- سه سالانه بین‌المللی پوستر هنگ کنگ - هنگ کنگ (۲۰۱۴)
- ششمین دوسالانه بین‌المللی پوستر تایوان - تایوان (۲۰۱۳)
- چهاردهمین دوسالانه بین‌المللی پوستر تئاتر ژشوف - لهستان (۲۰۱۳)
- ششمین دوسالانه بین‌المللی پوستر چین (چین - ۲۰۱۳)
- اولین دوسالانه بین‌المللی دعوتی پوستر ایتالیا - ایتالیا (۲۰۱۳)
- هفتمین سه سالانه بین‌المللی پوسترهای صحنه‌ای سوفیه - بلغارستان (۲۰۱۳)
- جشنواره بین‌المللی دعوتی پوستر کوتایا - ترکیه (۲۰۱۳)
- هشتمین سه سالانه بین‌المللی پوستر ترناوا - اسلواکی (۲۰۱۲)
- بیست و سومین دوسالانه بین‌المللی پوستر ورشو - لهستان (۲۰۱۲)
- هشتمین سه سالانه بین‌المللی پوستر خارکف - اکراین (۲۰۱۲)
- دوازدهمین سه سالانه بین‌المللی پوستر اکوپلاکات - اسلواکی (۲۰۱۱)
- پنجمین دوسالانه بین‌المللی پوستر تایوان - تایوان (۲۰۱۱)
- یازدهمین دوسالانه بین‌المللی پوستر مکزیک - مکزیک (۲۰۱۰)
- سومین دوسالانه بین‌المللی پوسترهای سیاسی و اجتماعی لهستان - لهستان (۲۰۱۰)
- نهمین دو سالانه بین‌المللی پوستر گلدن بی مسکو - روسیه (۲۰۱۰)
- سومین دوسالانه بین‌المللی پوستر بولیوی - بولیوی (۲۰۰۹)
- هفتمین سه سالانه بین‌المللی پوستر خارکف - اکراین (۲۰۰۹)
- هفدهمین دوسالانه بین‌المللی پوستر لاهتی - فنلاند (۲۰۰۹)
- هشتمین دوسالانه بین‌المللی پوستر گلدن بی مسکو - روسیه (۲۰۰۸)
- دهمین دوسالانه بین‌المللی پوستر مکزیک - مکزیک (۲۰۰۸)
- بیست و یکمین دوسالانه بین‌المللی پوستر ورشو - لهستان (۲۰۰۸)
- نهمین دوسالانه بین‌المللی پوستر تهران - ایران (۲۰۰۷)
- سومین دوسالانه بین‌المللی پوستر چین - چین (۲۰۰۷)
- دومین دوسالانه بین‌المللی پوستر جهان اسلام - ایران (۲۰۰۷)
- شانزدهمین دوسالانه بین‌المللی پوستر لاهتی - فنلاند (۲۰۰۷)
- دهمین سه سالانه بین‌المللی پوستر سیاسی مونس - بلژیک (۲۰۰۷)
- نهمین دوسالانه بین‌المللی پوستر مکزیک - مکزیک (۲۰۰۶)
- هشتمین سه سالانه بین‌المللی پوستر تویاما - ژاپن (۲۰۰۶)
- ششمین سه سالانه بین‌المللی پوستر ترناوا - اسلواکی (۲۰۰۶)
- ششمین سه سالانه بین‌المللی پوستر خارکف - اکراین (۲۰۰۶)
- بیستمین دوسالانه بین‌المللی پوستر ورشو - لهستان (۲۰۰۶)
- اولین دوسالانه پوستر بین‌المللی جهان اسلام - ایران (۲۰۰۴)[۴][۵][۶][۷][۸][۹][۱۰][۱۱][۱۲][۱۳][۱۴][۱۵][۱۶][۱۷][۱۸][۱۹][۲۰][۲۱][۲۲][۲۳][۲۴]

### نمایشگاه‌های ملی
- نمایشگاه تصویر سال (۱۳۹۴)
- چهارمین دوسالانه انجمن صنفی طراحان گرافیک ایران - «سرو نقره‌ای» (۱۳۹۴)
- نمایشگاه تصویر سال (۱۳۹۳)
- دومین جشنواره هنر برای صلح (۱۳۹۳)
- مروری بر پوسترهای تایپوگرافی چهار نسل از طراحان گرافیک ایران - تورین ایتالیا (۱۳۹۳)
- برگزیده ۳۵ سال طراحی جلد کتاب‌های معاصر ایرانی «ویترین» (۱۳۹۳)
- نمایشگاه پوستر روز جهانی گرافیک (۱۳۹۳)
- نمایشگاه تصویر سال (۱۳۹۲)
- سومین دوسالانه انجمن صنفی طراحان گرافیک ایران، «سرو نقره‌ای» (۱۳۹۲)
- اولین جشنواره هنر برای صلح (۱۳۹۲)
- نمایشگاه پوستر با موضوع خانواده (۱۳۹۱)
- نمایشگاه پوستر تئاتر سی‌امین جشنواره تئاتر فجر (۱۳۹۰)
- دومین دوسالانه انجمن صنفی طراحان گرافیک ایران، «سرو نقره‌ای» (۱۳۹۰)
- نمایشگاه پوستر تئاتر بیست و نهمین جشنواره تئاتر فجر (۱۳۸۹)
- نمایشگاه پوسترهای طراحان گرافیک ایران «دیوارکوب» در تهران، سمنان، شیراز، اصفهان و مشهد (۱۳۸۹)
- اولین دوسالانه انجمن صنفی طراحان گرافیک ایران، «سرو نقره‌ای» (۱۳۸۹)
- نمایشگاه پوسترهای معاصر ایران در لهستان (۱۳۸۹)
- چهارمین نمایشگاه پوسترهای طراحان گرافیک ایران «فریاد ایرانی» - ژنو، سوئیس (۱۳۸۷)
- نمایشگاه تصویر سال (۱۳۸۵)
- نمایشگاه منتخب پوسترهای نسل پنجم طراحان گرافیک ایران (۱۳۸۵)
- نمایشگاه پوستر بانک و محیط زیست (۱۳۸۳)[۲۵][۲۶][۲۷][۲۸][۲۹][۳۰][۳۱][۳۲][۳۳]

### نمایشگاه‌های انفرادی
- نمایشگاه پوسترهای مهدی مهدیان، فرهنگسرای شفق، ۱۳۸۵
- نمایشگاه پوسترهای مهدی مهدیان، فرهنگسرای خاوران، ۱۳۸۵
- نمایشگاه پوسترهای مهدی مهدیان، فرهنگسرای ابن سینا، ۱۳۸۵

## جوایز
- برنده جایزه برتر «ایکوگرادا» از بیست و سومین «دوسالانه بین‌المللی پوستر ورشو» ۲۰۱۲.
- برنده جایزه ویژه هیئت داوران از پنجمین «سه‌سالانه بین‌المللی پوستر ترناوا، اسلواکی» ۲۰۱۲.
- برنده جایزه ویژه هیئت داوران از پنجمین «دوسالانه بین‌المللی پوستر تایوان» ۲۰۱۱.
- برنده جایزه تقدیر بخش پوستر از بیست و نهمین «جشنواره بین‌المللی تئاتر فجر» ۱۳۸۹.
- برنده جایزه پوستر برگزیده از پنجمین «جشنواره تصویر سال» ۱۳۸۵.[۳۴][۳۵][۳۶][۳۷][۳۸][۳۹][۴۰][۴۱]

## داوری‌ها
- چهارمین "جشنواره گرافیک سوره تماشا" ۱۳۹۵.
- نخستین "دوسالانه پوستر ۹۹"، ۱۳۹۴.
- نمایشگاه پوستر سی و یکمین "جشنواره بین‌المللی تئاتر فجر" ۱۳۹۱.
- "جشنواره تجسمی نوروز" ۱۳۹۰.[۴۲][۴۳][۴۴][۴۵][۴۶]

## فعالیت‌های اجرایی

### دبیری و مدیریت اجرایی
مهدیان در زمینه برنامه‌ریزی و برگزاری رویدادهای معتبر بین‌المللی و داخلی به عنوان دبیر و مدیر اجرایی بیش از تمام هم نسل‌های خود فعالیت کرده‌است که از آن جمله می‌توان به نمونه‌های زیر اشاره کرد.
- هفته طراحی گرافیک ایران ۱۳۹۴
- اولین نمایشگاه موشن گرافیکس ایران ۱۳۹۴
- نمایشگاه مروری بر آثار رودی باور، طراح اروپایی ۱۳۹۴
- نمایشگاه مروری بر آثار کن کاتو، طراح استرالیایی ۱۳۹۴
- هفته طراحی گرافیک ایران ۱۳۹۳
- نمایشگاه نسل نو طراحان گرافیک ایران «منهای سی» ۱۳۹۳
- نمایشگاه مروری بر آثار فونس هیکمن، طراح آلمانی ۱۳۹۳
- نمایشگاه مروری بر آثار عباس سارنج ۱۳۹۳
- هفته طراحی گرافیک ایران ۱۳۹۲
- نمایشگاه مروری بر آثار فرانسوا کسپر، طراح فرانسوی ۱۳۹۲
- نمایشگاه بین‌المللی پوستر محیط زیست «همگرایی جهانی» ۱۳۹۲
- نمایشگاه بین‌المللی پوستر «آفتاب برای ژاپن» ۱۳۹۲
- نمایشگاه و کارگاه‌های آموزشی «الفپا» ۱۳۹۰
- سومین دوسالانه بین‌المللی گرافیک جهان اسلام ۱۳۸۸
- اولین دوسالانه بین‌المللی عکس جهان اسلام ۱۳۸۷
- دومین دوسالانه بین‌المللی پوستر جهان اسلام ۱۳۸۶
- چهارمین دوسالانه بین‌المللی نقاشی جهان اسلام ۱۳۸۵
- سومین دوسالانه بین‌المللی نقاشی جهان اسلام ۱۳۸۳
- اولین دوسالانه بین‌المللی پوستر جهان اسلام ۱۳۸۳[۴۷][۴۸][۴۹][۵۰][۵۱][۵۲][۵۳][۵۴][۵۵][۵۶][۵۷][۵۸][۵۹][۶۰][۶۱]